# Фредди Крюгер
Фре́дерик Чарльз (Фре́дди) Крю́гер (англ. Frederick Charles (Freddy) Krueger) — главный антагонист серии фильмов ужасов «Кошмар на улице Вязов», маньяк-убийца. Фредди Крюгера придумал режиссёр и сценарист Уэс Крэйвен, роль маньяка исполнил актёр Роберт Инглунд, сыгравший Крюгера в восьми фильмах, одном телевизионном сериале и множестве промоматериалов и документальных картин. В ремейке 2010 года его сыграл Джеки Эрл Хейли.
Впервые персонаж появляется в фильме «Кошмар на улице Вязов» 1984 года — в образе мужчины с обгоревшим до мышц и костей телом, в красном свитере с тёмно-зелёными горизонтальными полосами и в коричневой шляпе, на правой руке носит перчатку с острыми металлическими лезвиями на кончиках пальцев. При жизни получил прозвище «Спрингвудский потрошитель» (англ. The Springwood Slasher) — он убивал детей, проживающих на улице Вязов в вымышленном городе Спрингвуд. После того, как маньяка отпустила полиция из-за формальной ошибки при аресте, родители убитых малышей устроили самосуд и заживо сожгли Крюгера; в этот момент ему явились Демоны снов, даровавшие силу убивать людей в царстве сновидений, а иногда — и прорываться в реальный мир. В сновидениях Крюгер практически неуязвим и всегда возрождается после предполагаемой гибели.
Многими критиками признан культовым киноперсонажем, вместе с первым фильмом не раз включён в списки лучших за всю историю кино. Карнавальный костюм Фредди Крюгера — один из самых продаваемых в США на Хэллоуин. По всему миру было выпущено огромное количество продукции с логотипом франшизы и изображением героя — комиксы, наклейки, журналы, компьютерные игры, фигурки, предметы декора и пр.

## Киновселенная

### Классическая серия

#### До событий фильмов
Мать Фредди Крюгера — монахиня Аманда Крюгер, принявшая во христианстве имя Мэри Хелена, — работала в психиатрической больнице. Однажды её случайно заперли в башне, где содержались сотни сумасшедших маньяков. Они спрятали Аманду и насиловали в течение нескольких недель, а когда её нашли, выяснилось, что она беременна. После рождения ребёнка, названного Фредериком, Аманда сходит с ума, и мальчика сначала отдают в приют, а затем находят для него приёмную семью, где он терпел побои от своего отчима-алкоголика, мистера Андервуда. В возрасте 18 лет мальчик убивает Андервуда бритвой, но из-за недостатка улик Фред не понёс наказания за его смерть. Отношения с одноклассниками также не сложились — Фредди был изгоем, в школе мальчика дразнили, называя «выродком от сотни маньяков» (англ. Bastard Son Of A Hundred Maniacs).
Он женился на женщине по имени Лоретта, и у него родилась дочь Кэтрин. О том, как зародились садистские наклонности Крюгера, также ничего точно не известно (кроме эпизода из школьной жизни, в котором Фредди достаёт хомячка из клетки школьного зооуголка и убивает животное большим молотком). Вскоре Крюгер начинает похищать и убивать детей — его жертвами становятся малыши, проживающие на улице Вязов, по словам Мардж Томпсон — около 20 детей. Вскоре Лоретта понимает, что её муж и есть маньяк, и женщина сама становится следующей жертвой Крюгера: он задушил мать прямо на глазах у маленькой Кэтрин. Местные власти начинают подозревать Крюгера в причастности к убийствам и забирают Кэтрин в приют, лишив Крюгера родительских прав. В итоге Фреда арестовывают, а его мать, по слухам, покончила с собой, повесившись в одной из башен психиатрической больницы Уэстен-Хиллс вскоре после суда над сыном.
История закончилась трагически — власти вычислили Крюгера, но из-за формальной ошибки следствия его были вынуждены отпустить. Тогда разъярённые родители убитых им детей нашли его в котельной, где он работал сторожем, и заживо сожгли. Перед смертью Фредди явились Демоны снов (англ. Dream Demons). Они предложили ему сделку — Крюгер отдаст им свою душу, а они взамен даруют Фредди новую жизнь. Что было с Крюгером с того момента, как он умер, и до воскрешения в царстве снов и сколько именно времени прошло, в фильмах никогда не упоминается, хотя в первом фильме есть удалённая сцена, в которой Мардж в разговоре с лейтенантом Томпсоном упоминает события «десятилетней давности». Кроме того, в книге «Фредди против Джейсона» — новелизации фильма, написанной Стивеном Хэндом — говорится, что арест и убийство Крюгера произошли в 1966 году.

#### События основных фильмов
С тех пор Фредди является своим жертвам во снах. Теперь он стал ещё опаснее, потому что он неуязвим, и остановить его практически невозможно. Крюгер питается страхом, а потом и душами детей — поэтому, прежде чем убить жертву, Крюгер причиняет ей страдания, воплощая в жизнь её индивидуальные фобии.
Действие первого фильма «Кошмар на улице Вязов» происходит в 1981 году — Фредди начал преследовать Нэнси Томпсон и её друзей — Тину, Рода и Глена, так как их родители были в группе убивших Фредди много лет назад. Кроме того, перчатка Крюгера всё это время была спрятана в подвале дома Томпсонов. К концу фильма Крюгер убивает мать Нэнси и всех её друзей. Нэнси удаётся справиться с беспокойным духом и остановить его, но лишь на время.
Спустя пять лет в фильме «Месть Фредди» Крюгер вселяется в тело Джесси Уолша — юноши, переехавшего вместе со своей семьёй в дом № 1428 на улице Вязов, где ранее жила Нэнси, героиня первой части. С помощью мальчика Фредди появляется в реальности и убивает учителя физкультуры, друга Джесси, Грейди, и ребят на вечеринке, устроенной его подругой Лизой. В конце концов Лизе удаётся помочь Джесси изгнать из его тела Крюгера. Однако неоднозначный финал оставляет неизвестной судьбу Джесси и Лизы.
Через несколько лет Крюгер встречается с повзрослевшей Нэнси в третьей серии под названием «Воины сна». Нэнси, выпускница колледжа, устраивается на работу в местную психиатрическую больницу Уэстен-Хиллс, в которой находятся подростки, переживающие последствия ночных встреч с Крюгером. Заручившись поддержкой штатного психолога Нила Гордона, Нэнси пытается найти способ покончить с маньяком раз и навсегда. В процессе выясняются подробности рождения Фредди, и призрак его матери, монахини Мэри Хелены, подсказывает, как упокоить душу убийцы. В финале картины, перед своей смертью, Крюгер убивает Нэнси и её отца — лейтенанта Томпсона.
В следующей части — «Повелитель снов» — спустя год бывшим пациентам психиатрической лечебницы Кристин, Джоуи и Кинкейду предстоит вновь столкнуться с тем, кто преследовал их в кошмарах. Они становятся последними жертвами, чьи родители сожгли Крюгера много лет назад. Теперь их друзьям необходимо научиться противостоять маньяку из снов. Крюгер находит сильного противника в лице девушки Элис, которой удаётся высвободить души убитых детей, которые разрывают тело Крюгера изнутри.
Спустя ещё один год в пятом фильме «Дитя сна» после окончания школы погибает Дэн — парень Элис. Девушка узнаёт, что беременна, а Фредди вновь находит способ вернуться — теперь с помощью снов её неродившегося сына. Люди вновь начинают гибнуть, но Элис удаётся спасти себя и своего малыша.
В течение довольно длительного промежутка времени Фредди удалось убить практически всех детей и подростков города. В шестой части «Фредди мёртв: Последний кошмар» юноша, которого власти нарекли именем Джон Доу, последний оставшийся в живых, пытается спастись из кровавого Спрингвуда и попадает с амнезией в соседний городок. Там он встречает Мэгги — социального работника — и её подопечных. Чтобы помочь Джону вспомнить, кто он, Мэгги с ребятами приезжает в Спрингвуд. Там она узнаёт страшную правду о своём прошлом — она и есть дочь известного маньяка Фредди Крюгера, прозванного «Рубакой из Спрингвуда». Тем временем Крюгер убивает Джона и ещё нескольких ребят. Мэгги узнаёт подробности жизни и смерти отца, а также детали сделки Крюгера с Демонами снов, что позволяет ей, наконец, отправить Фредди в ад.
В кроссовере «Фредди против Джейсона» — восьмом по счёту фильме серии — взрослое население Спрингвуда прячет любую информацию о Крюгере, чтобы никто из подростков не смог узнать о его существовании. А тех, кто знает правду о Крюгере, отправили на принудительное лечение в психиатрическую лечебницу, где подросткам прописывают экспериментальный препарат под названием «Гипноцил» (англ. Hypnocil). Дети, которые употребляют «Гипноцил», перестают видеть сны. Но Фредди находит способ вернуться, являясь молчаливому маньяку Джейсону в образе его убитой матери Памелы Вурхиз, а затем направляется в Спрингвуд, чтобы напомнить детям города о себе. Но всё выходит из-под контроля, когда Вурхиз понимает, что Крюгер использовал его. Между двумя жестокими маньяками начинается кровавая битва — она начинается на улице Вязов, а заканчивается на берегу Хрустального озера. В финале фильма Джейсон поднимается из вод озера с головой Фредди. Перед самыми титрами Фредди успевает «хитро подмигнуть», давая понять, что борьба с «маньяком с улицы Вязов» ещё не закончена.

#### Новый кошмар
Так как предполагалось, что шестой фильм станет последним, то авторы решили возродить популярного героя оригинальным способом — в фильме «Новый кошмар Уэса Крэйвена» они перенесли действие на съёмочную площадку сериала, где Фредди Крюгер «сходит с экрана» и начинает преследовать семью актрисы Хизер Лэнгенкэмп, сыгравшей Нэнси Томпсон в двух фильмах. Режиссёр и сценарист Уэс Крэйвен мечтал снять такой фильм уже давно, и позже он вновь воплотил эту идею в других своих фильмах — «Крик 2» и «Крик 3». Впервые Крэйвен предложил историю с появлением Фредди Крюгера в реальном мире в качестве основного сюжета третьего фильма, но тогда студия отклонила эту идею, однако позже согласилась реализовать её в седьмой части — «Новый кошмар Уэса Крэйвена».

Фредди в ремейке 2010 года в исполнении Джеки Эрла Хейли

Хизер Ландженкамп, режиссёр Уэс Крэйвен и многие другие актёры и создатели франшизы сыграли вымышленные версии самих себя. Имя Фредди Крюгера наравне с актёром Робертом Инглундом появляется в титрах с пометкой «исполнил роль самого себя». По ходу фильма Хэзэр узнаёт от Крэйвена, что кошмары преследуют его очень давно, а сам Фредди есть не что иное, как очередное воплощение вселенского зла, с которым может справиться только Хизер, в последний раз «сыграв роль» Нэнси.

### Ремейк
В 2010 году на мировые экраны вышел ремейк первого фильма — «Кошмар на улице Вязов», главную роль в котором исполнил Джеки Эрл Хейли. В новой версии история начинается в начале 90-х годов, когда Фред Крюгер работал в детском саду города Спрингвуд. Родители нескольких малышей начинают подозревать, что мужчина растлил их детей. Когда полиция не смогла найти Крюгера, родители сами выслеживают его и сжигают заживо в котельной, где он прятался. Основное действие происходит в наши дни, где повзрослевшие герои начинают видеть в своих снах Крюгера, а затем погибать таинственным образом. Нэнси Холбрук и Квентин Смит начинают искать причину загадочных смертей. В конце концов им удаётся вспомнить, что они ходили в тот самый детсад. Тогда Нэнси засыпает и вытягивает Крюгера в реальный мир, где герои вновь сжигают маньяка. Вернувшись из больницы вместе с матерью, Нэнси видит в зеркале Крюгера, который хватает женщину и затягивает её прямо сквозь стекло в неизвестность.

## Альтернативные сценарии

### Удалённые сцены
Важным дополнением к сюжету о противостоянии Крюгера и Нэнси в первом фильме стал удалённый диалог из сцены беседы девочки и её матери Мардж Томпсон в подвале дома — женщина говорит Нэнси, что «она и её друзья — не всегда были единственными детьми в семье». По мнению поклонников, такой сюжетный поворот даёт Нэнси больше мотивации в борьбе с Крюгером.
В одной из ранних версий сценария ремейка 2010 года Крюгер был невиновен в тех преступлениях, за которые его сожгли. Частично эта идея была реализована в сюжете отснятого фильма — персонажи и зрители до поры до времени сомневаются в виновности Фредди. Кроме того, в удалённом альтернативном начале фильма, Фредди умирает в больнице после продолжительной комы незадолго до того, как начинает преследовать своих жертв в мире сновидений.

### Идеи для третьего фильма

#### Сценарий Крэйвена и Вагнера
Сценарий Уэса Крэйвена и Брюса Вагнера к третьей части — его переписали в ту версию, по которой в итоге был снят фильм — был более мрачным: текст откровенно изображает Крюгера как растлителя малолетних — перед тем как убить Филипа, мальчик спрашивает: «Почему я?», на что Крюгер зловеще отвечает: «Ты мне нравишься», а затем облизывает лицо подростка. Имена Крэйвена и Вагнера указаны в титрах законченной картины, так как большинство сцен и персонажей перекочевали из их сценария в финальную версию, но с некоторыми различиями. Так часть действия происходит за пределами Спрингвуда — в старом доме в лесу, который местные называют «домом Крюгера» — первая сцена показывает, как у его матери начинаются роды в этом самом доме, и Фредди в буквальном смысле вырывается наружу, используя свою перчатку; также в одной из сцен сновидений Нэнси видит уродливого младенца. По описанию Крэйвена, дом был входом в другой мир, попасть в который можно было, лишь находясь под действием препаратов или в особом психическом состоянии. В первоначальном сценарии не упоминается, что мать Фредди была монахиней, и что она стала жертвой изнасилования. По сюжету, Фредди одержим идеей найти дом, в котором он родился, чтобы уничтожить его.

#### Сюжет Роберта Инглунда
Сценарную заявку для фильма написал также Роберт Инглунд, однако и его версия была отвергнута. По сюжету фильма «Дом забав Фредди» (англ. Freddy's Funhouse), старшая сестра Тины Грей возвращается из колледжа, чтобы расследовать её смерть. Уже в этом сценарии дом № 1428 становится логовом Крюгера в мире снов — особняк наполнен ловушками наподобие тех, что расставила по дому Нэнси в финале первой части. По словам Инглунда, часть его идей позже была реализована в сценарии пилотного эпизода сериала «Кошмары Фредди».

#### Приквел Джона Сэксона
В 1987 году актёр Джон Сэксон, сыгравший лейтенанта Дональда Томпсона в двух фильмах серии, а также вымышленную версию самого себя в «Новом кошмаре», представил свою 12-страничную концепцию фильма-приквела под названием «Как начался кошмар на улице Вязов» (англ. How The Nightmare On Elm Street All Began). Подробное описание опубликовал портал «Bloody Disgusting».
Действие неснятого фильма происходило в 1969 году. У пятилетней Нэнси Томпсон есть сводная сестра Бэтси, которая является частью коммуны хиппи. Дональд Томпсон возвращает сбежавшую 15-летнюю дочь домой и отправляет на приём к детскому психотерапевту по имени Фредерик Крюгер, работающему на улице Вязов. Отношения Бэтси и её мачехи Мардж — матери Нэнси — также не складываются. Параллельно, полицейский расследует убийство маленького мальчика, совершённое «режущим предметов, способным наносить несколько повреждений одновременно». Следующей жертвой убийцы становится Бэтси. Дональд уверен, что за преступлениями стоит Крюгер — он и ещё несколько родителей похищает мужчину, пытают его в надежде выбить признание, а затем сжигают его. Однако вскоре становится понятно, что Крюгер невиновен (эту идею позже обыграли в сюжете ремейка 2010 года), а за всем стоит некий «Чарли» — реально существовавший маньяк Чарльз Мэнсон. Таким образом, в фильме 1984 года разгневанный дух Крюгера мстит за свою мученическую смерть. Дональд допрашивает одну из девушек-хиппи, которая в итоге признаётся в убийстве, совершать которые ей помогала Бэтси Томпсон.
Во второй версии сюжета, датированной 6 июня 2006 года, Сэксон заменил имя Бэтси на Мелоди. Одной из главных идей проекта было то, что родители пренебрегали вниманием к своим детям — все погибшие были пациентами доктора Крюгера. Ещё одним важным сюжетным поворотом стала история с реинкарнацией Крюгера, душа которого вселилась в тело Дональда Томпсона. Кроме того, в этой версии персонаж «Чарли» заменён на некого «Джимми».

### Идеи для шестого фильма
Питер Джексон написал свой сценарий к шестому фильму с подзаголовком «Возлюбленный из снов» (англ. The Dream Lover) — в нём состарившийся Фредди окончательно потерял свои силы в мире сновидений, и дети на праздниках принимали снотворное, чтобы во сне избить Крюгера. Всё меняется, когда отец одного из героев впадает в кому, и Крюгер начинает питаться его силами — это приводит к очередному противостоянию маньяка и подростков.
В сценарии Майкла Амерейды Элис Джонсон из предыдущих фильмов погибает в самом начале картины, а главным героем становится её сын Джейкоб Джонсон. Крюгер использует 16-летнего подростка, чтобы добраться до детей за пределами Спрингвуда, а Джейкоб призывает на помощь погибших «воинов сна», формируя так называемую «Полицию снов» (англ. The Dream Police); особенностью сюжета было появление персонажей предыдущих фильмов, которые, как и сам Фредди, были бессмертными сущностями.

### «Первые убийства»
Роберт Инглунд рассказал, что одно время компания рассматривала возможность создания приквела с подзаголовком «Первые убийства» (англ. The First Kills), а режиссёром картины должен был стать Джон МакНотон. Однако проект отменили после слияния компании «New Line Cinema» с «Turner Broadcasting System» в 1994 году. В конце 1990-х МакНотон вернулся к идее — по сценарию Эр-Джея Царова, Фредди находился в Аду, и вспоминал события прошлого, но «New Line Cinema» приняла решение в пользу производства фильма «Никки, дьявол-младший» 2000 года выпуска.

### «Фредди против Джейсона»
Фильм находился в разработке более 10 лет, и за это время было написано множество сценариев будущей картины — этому посвящена книга-обзор Дастина МакНилла «Битва Титанов: На пути к „Фредди против Джейсона“» (англ. Slash Of The Titans: The Road To Freddy vs. Jason).
В сценарии Льюиса Абернати под названием «Кошмар, 13: Фредди встречает Джейсона» (англ. Nightmare 13: Freddy Meets Jason) личность Крюгера оказывается в центре культа, возглавляемым Домиником Кохраном — он пытается воскресить маньяка в реальном мире, а когда ему это удаётся, Джейсон Вурхиз становится единственным, кто может противостоять Фредди. В другом сценарии — большую часть событий Фредди и Джейсон проводят на боксёрском ринге в Аду в окружении других — реально существовавших — маньяков-убийц. Сценарий Питера Бриггса предположил, что Вурхиз когда-то жил на улице Вязов, а его родители были в той толпе, что линчевала Крюгера — также в сценарии упоминается древнее сообщество друидов, а Вурхиз и Крюгер оказываются посланниками самого Дьявола — каждая смерть от их рук была жертвой властителю тьмы, а ближе к финалу агент ФБР Джек Кобэйн отправляется в прошлое, чтобы предотвратить гибель двух маньяков.
Итоговый сценарий Дэмиана Шэннона и Марка Свифта также предложил несколько альтернативных финалов: в одном Лори готова заняться любовью с Уиллом, но юноша вдруг начинает вести себя агрессивно, а затем на его лице появляется зловещая улыбка, а на правой руке перчатка с лезвиями — такой финал также намекает, что Джейсон Вурхиз не вышел из битвы стопроцентным победителем. По другой версии, Джейсон и Фредди снова оказываются в Аду, где встречают Пинхеда из серии фильмов «Восставший из Ада», но у компании «New Line Cinema» не было прав на персонажа, и она не смогла реализовать такую концовку.

### Новелизации
В период с 1987 по 2003 года Фредди Крюгер становился героем романов-новелизаций каждой из картин, выходивших в прокат. Первые пять книг выпустило издательство «St. Martin’s Press». Их сюжет повторяет основные события картин с небольшими изменениями. Роман «Воины сновидений» следует более ранней версии фильма, меняя биографию Фредди. В 1992 году
«Abdo & Daughters Publishing Company» выпускает свою версию адаптаций первых шести фильмов серии — автором стал Боб Италия, пересказавший сюжет фильмов. «Новый кошмар» и «Фредди против Джейсона» выпустили «Tor Books» и «Black Flame», соответственно. В последней книге также представлен альтернативный финал, отличающийся от показанного в фильме.

### Tor Books
В 1994—1995 годах «Tor Books» издаёт серию из шести романов «Freddy Krueger’s Tales Of Terror». Автор книг Дэвид Бергантино в одном из интервью рассказал, что главное требование от студии «New Line Cinema» к серии романов — отсутствие Фредди Крюгера как главного персонажа, чтобы события книг не противоречили мифологии киносериала и не шли в конфликт с возможными продолжениями. Он появляется лишь в качестве рассказчика в манере Хранителя Склепа (из шоу «Байки из склепа» — и как это было в сериале «Кошмары Фредди»).

### Black Flames
После успеха картины «Фредди против Джейсона» «Black Flame» выпускает пять книг с 2005 по 2006 года, действие которых происходит после событий восьмой картины. Все пять романов были написаны разными авторами, и хотя книги выпускались по лицензии компании «New Line Cinema», описанные события не являются каноничными для киновселенной. Несмотря на наличие сцен насилия, романы ориентированы на подростковую аудиторию.
По сюжету первого романа «Suffer The Children» (автор — Дэвид Бишоп) Фредди сталкивается с группой подопытных, принимающих лекарства для подавления сновидений. Действие препарата вызывает неожиданный эффект, из-за чего спящие оказываются совершенно беззащитными в мире снов. В романе говорится, что Крюгер умер в городской больнице через три дня после того, как на него напали разъярённые родители убитых детей (подобная сцена есть в ремейке 2010 года, точнее в удалённых сценах на Blu-Ray-издании картины) — по сюжету третьего фильма, Дональд Томпсон отвёз останки маньяка на автомобильную свалку сразу после нападения. Также весь полицейский департамент города был в курсе планируемой казни убийцы. Автор книги однозначно называет Крюгера педофилом, большинство его жертв — младше 12 лет. Кроме того, в одной из сцен герои находят интернет-блог Лори Кэмпбелл — героини «Фредди против Джейсона».
В продолжении «Dreamspawn» (первый роман серии, написанный автором-женщиной — Кристой Фауст) группа школьниц решает призвать дух убийцы, чтобы натравить его на своих обидчиков. Чтобы манипулировать Крюгером, они используют его перчатку, вынуждая маньяка выполнять все свои указания. Сначала всё идёт по плану разгневанных школьниц, но Крюгер находит способ вернуть себе контроль над ситуацией. Примечательно, что большую часть романа Фредди лишь упоминается подростками. Бабушка одной из героинь — Роуз Гибсон — была среди родителей, убивших Крюгера.
Третья часть — «Protege» за авторством Тима Ваггонера — рассказывает о подростке Джероме Старки, Фредди убил его мать, пока она была беременна мальчиком. Ребёнок выжил и превратился в мрачного юношу — фактически Крюгер становится наставником Джерома, манипулируя юношей в своих дьявольских целях. Однако вскоре это надоедает мальчику, и он решает восстать против своего учителя.
Четвёртую книгу «Perchance To Dream» написала Наташа Роудс. Главным героем является Джейкоб Джонсон, персонаж фильма «Дитя сна», который провёл в Уэстен-Хиллс пять лет, прежде чем сбежать из лечебницы. Юноша обладает уникальной способностью — делать так, чтобы другим не снились сны. Он пытается всячески противостоять Крюгеру и избежать новых жертв.
В финальной книге «The Dream Dealers» Джеффри Томаса некто запускает развлекательную программу под названием «TranceBox» — её авторы научились записывать сны. Для того, чтобы вызвать интерес у зрителей, они записали сны тех, кого преследовал Фредди Крюгер. Вскоре пиратская версия программы начинает распространяться среди подростков в Интернете, что даёт возможность Фредди влезть в их головы и сновидения, а также навсегда покинуть пределы Спринвуда, сея страх и ужас по всему миру. В романе упоминается год смерти Крюгера — 1974-й.
В неопубликованном романе Дэвида Бишопа (продолжении первой книги цикла «Suffer The Children») под названием «House Of 100 Maniacs», Александру Корвин обвиняют в восьми убийствах, совершённых Крюгером. Девушка проводит несколько лет в психиатрической лечебнице, а затем возвращается на улицу Вязов. Особняк № 1428 привлекает много внимания любителей «домов с привидениями» — они и становятся новыми жертвами призрачного убийцы. Кроме того, сюжет книги утверждает, что Крюгер действительно жил в этом доме, но лишь в детстве.

## Комиксы
За несколько десятилетий было выпущено множество комиксов, опубликованных издательствами «Marvel», «Innovaion Publishing», «Avatar» и «WildStorm». События серий не считаются каноничными, так как сюжеты были придуманы без участия сценаристов и авторов киносериала, и часто противоречат событиям фильмов.
К примеру, история рассказывается в первой комикс-серии «Freddy Krueger’s A Nightmare On Elm Street» издательства Marvel Comics: в 1947 году ребёнок был усыновлён четой Странк, но прожил в их доме менее 24 часов, так как в дом забрались грабители и убили обоих родителей — «казалось, даже в младенчестве Фредерик привлекал насилие». Нападавшие забрали ребёнка и продали его неким Уолтеру Финглу (англ. Walter Fingle) и Изабелле Тронт (англ. Isabel Tront) — сутенёру и проститутке соответственно. «Остаётся неизвестным, зачем им понадобился ребёнок, возможно — ввиду некоего извращённого семейного инстинкта, возможно — для чего-то похуже». В возрасте шести лет начал участвовать в «семейном бизнесе», привлекая клиентов.
Затем права на публикацию переходят к издательству «Innovation Publishing», которое выпускает три серии комиксов — адаптацию фильма «Фредди мёртв. Последний кошмар»; продолжение шестого фильма под названием «Кошмар на улице Вязов: Начало», а также серию «Кошмары на улицы Вязов», которая связывает пятый и шестой фильмы, показав, как постепенно кровожадные деяния Крюгера опустошают город Спрингвуд. В этой серии, в борьбе с Фредди объединяются многие герои разных частей сериал, но, ключевым по-прежнему остаётся противостояние Крюгера и Нэнси Томпсон, ставшей добрым хранителем мира сновидений под названием «Прекрасный сон» (англ. Beautiful Dream) — теперь призрак Нэнси обитает там, защищая души людей, уязвимых перед Крюгером.
После выхода фильма «Фредди против Джейсона» руководство «New Line Cinema» было готово воплотить в жизнь идею нового кроссовера, в котором Фредди и Джейсон встретились бы с ещё одним культовым персонажем в жанре хоррора. Проект долгое время находился на стадии разработки из-за затянувшейся забастовки сценаристов, и в итоге боссы решили привлечь в сериал о Крюгере Эша Уильямса, героя трилогии «Зловещие мертвецы». Из-за ряда причин, включающих решение студии о перезапуске франшиз «Кошмар на улице Вязов» и «Пятница, 13», фильм так и не был снят. В итоге проект нашёл воплощение в виде мини-серии комиксов под названием «Фредди и Джейсон против Эша» от издательства «WildStorm». В этой истории герои ведут борьбу за легендарную Книгу мёртвых — Некрономикон.
Кроме того, издательство выпустило небольшую серию комиксов, где Крюгер преследует группу подростков уже после событий фильма «Фредди против Джейсона», когда Спрингвуд вновь расцвёл. В этих комиксах Крюгер представлен вернувшим себе силы демоном снов, который однако сталкивается с сильным соперником в лице маленькой девочки, которой удаётся водить Крюгера за нос. Кроме того, подростки прибегают к помощи древнего демона, который сможет защитить их от Крюгера, если принести ему жертву.
В комиксе-сиквеле «Фредди и Джейсон против Эша: Воины ночных кошмаров» показана дальнейшая судьба дочери Крюгера, Кэтрин. Согласно версии авторов, Фредди удалось сломить дочь морально (или же подчинить её разум), и женщина начинает помогать отцу. В одной из сцен Мэгги, одетая в вызывающий костюм, дарит своему отцу страстный поцелуй. В фильмах никогда не упоминалось о сексуальной связи Крюгера со своей малолетней дочерью, как и тот факт, что Крюгер был педофилом, хотя так и было задумано в первоначальной версии сценария Уэса Крэйвена.

## Другие появления
Согласно порталу «Coming Soon», актёр Роберт Инглунд исполнил роль Фредди более 45 раз в различных фильмах, телесериалах, промороликах, музыкальных видео и других медиапроектах. Например, компания «Media Home Entertainment», занимавшаяся дистрибуцией картины «Воины сна», записала несколько промовидео с участием Инглунда, рекламируя выход фильма на видеокассетах — в одном из них был объявлен конкурс, победитель которого получит эпизодическую роль в «Повелителе снов».

### Телевидение
Инглунд вновь исполнил роль Крюгера в сериале «Кошмары Фредди», премьера которого состоялась 9 октября 1988 года. Аналогично структуре сериала «Байки из склепа», Фредди Крюгер выступает в роли ведущего сериала, появляясь в начале и конце эпизода, хотя иногда сам Крюгер является героем эпизода. Сериал продержался два сезона, и в эфир вышло 44 серии — показ закончился 10 марта 1990 года.
Эпизод «No More Mr. Nice Guy» показывает события, лишь упомянутые в фильмах, — суд над Крюгером, оправдательный приговор, самосуд. По версии сериала, Крюгера отпустили из-за несоблюдения формального правила — офицер Тим Блокер, проводивший задержание, не зачитал Крюгеру его права, тем самым нарушив так называемое «правило Миранды», хотя в фильмах было сказано, что «кто-то не поставил нужные подписи на ордере на обыск». Кроме того, в эпизоде говорится, что Крюгер управлял фургончиком по продаже мороженого, тем самым завлекая детей, похищая их, а затем убивая. После смерти переродившийся дух Крюгера начинает преследовать офицера Блокера, в конце концов убивая его. Эпизод «Sister’s Keeper» является сиквелом пилота, в котором Крюгер терроризирует дочерей Блокера, сестёр-близняшек. В итоге он подстраивает всё так, что одну из сестёр считают виновной в убийстве другой. Хотя серия является продолжением первого эпизода, она была седьмой по счёту в сезоне. Эпизод «It’s My Party & You’ll Die If I Want To» второго сезона рассказывает о том, как Крюгер напал на своих бывших одноклассников на встрече выпускников через 20 лет.
Кроме того, предполагалось, что в 2005 году в эфир канала CBS выйдет реалити-шоу «Кошмар на улице Вязов: Настоящие кошмары» (англ. A Nightmare On Elm Street: Real Nightmares), где Инглунд предстанет в образе ведущего, предлагающего участникам побороть свои страхи в прямом эфире. Согласно ресурсу Internet Movie Database было снято несколько эпизодов. В своей биографии «Hollywood Monster» Инглунд называет несколько основных причин, почему проект закрылся, не успев начаться: проблемы с бюджетом, сходство с шоу «Фактор страха» и сложный процесс подбора участников.
В 2018 году Роберт Инглунд появился в роли Фредди Крюгера в ситкоме «Голдберги». По сюжету 5-го эпизода шестого сезона «Mister Knifey-Hands», главный герой Адам смотрит фильм «Кошмар на улице Вязов» 1984 года без разрешения своей матери Беверли, что приводит к конфликту, когда мальчик говорит, что он хотел бы, чтобы у его матерью была другая женщина. По словам создателя шоу, Адама Голдберга, у него ушло несколько месяцев на то, чтобы уговорить Инглунда вновь сняться в роли Крюгера — в этом ему помог менеджер актёра, Джо Райс Райс, большой поклонник «Голдбергов». Инглунд не возвращался к образу Фредди (включая нанесения грима и ношению перчатки) с 2003 года, когда вышел «Фредди против Джейсона». На самом деле, события ситкома повторяют историю из жизни Адама — правда в подростковом возрасте его сильно испугала третья часть франшизы, «Воины сна».

### Музыкальные видео
В рамках продвижения фильмов «Воины сна» и «Повелитель сна», Роберт Инглунд снялся в клипах на песни «Dream Warriors» Dokken и «Are You Ready for Freddy?» The Fat Boys — музыкальные видео содержали как фрагменты фильмов, так и специально отснятый материал.

### Документальные проекты
Франшиза «Кошмар на улице Вязов» и её центральные персонажи обсуждались во многих документальных проектах и видеоальманах о жанре ужасов:
- фильм «Больше никогда не спи: Наследие улицы Вязов» (англ. Never Sleep Again: The Elm Street Legacy)
- фильм «Я — Нэнси» (англ. I Am Nancy)
- фильм «Кошмары в гримёрном кресле» (англ. Nightmares In The Makeup Chair)
- фильм «Кричи, Королева! Мой кошмар на улице Вязов» (англ. Scream, Queen! My Nightmare On Elm Street)
- фильм «Голливудские мечты и кошмары: история Роберта Инглунда» (англ. Hollywood Dreams & Nightmares: The Robert Englund Story)
- сегмент фильма «В поисках тьмы» (англ. In Search Of Darkness)
- сегмент фильма «В поисках тьмы 2» (англ. In Search Of Darkness. Part II)
- сегмент фильма «В поисках тьмы 3» (англ. In Search Of Darkness. Part III)
- сегмент фильма «В поисках тьмы, 1990-1994: Путешествие в культовый хоррор 90-х» (англ. In Search Of Darkness 1990-1994: A Journey Into Iconic '90s Horror)
- сегмент фильма «На куски: Рассвет и закат слэшеров» (англ. Going To Pieces: The Rise & Fall Of The Slasher Film)
- эпизод сериала «Фильмы, на которых мы выросли» (англ. The Movies That Made Us)
- эпизод сериала «История хоррора с Элаем Ротом» (англ. History Of Horror)
- эпизод сериала «По ту сторону монстров» (англ. Behind The Monsters)

## Образ персонажа

### Концепция
По словам Крэйвена, на создание персонажа его вдохновили истории, опубликованные в журнале «Los Angeles Times», — в них рассказывалось о серии таинственных смертей, случившихся во время сна, — до этого всех жертв преследовали страшные ночные кошмары. В конце 1970-х годов в США начали прибывать беженцы из Камбоджи, в которой премьер-министр Пол Пот за четыре года правления уничтожил несколько миллионов своих подданных. Некоторые дети иммигрантов не могли спать — им снились «красные кхмеры». Несмотря на лечение, они умирали от нервного и физического истощения. Кроме того, в начальной версии сценария Крэйвена Крюгер был педофилом, так как, по словам автора, «это самое мерзкое, что может совершить человек». Однако во время съёмок фильма «шумели» дела о педофилах Калифорнии, и было решено отказаться от этой идеи, дабы студию не обвинили в «эксплуатации темы».
«Каждый ребёнок знает, кто такой Фредди Крюгер! Он как Санта Клаус! Или вроде того…»
Крюгер был назван по имени хулигана, часто избивавшего Крэйвена в школе. Кроме того, неизгладимое впечатление на мальчика произвела песня «Dream Weaver» из репертуара Гэри Райта, а также встреча с бездомным мужчиной в возрасте одиннадцати лет. В одном из интервью Крэйвен рассказал эту историю: "Я услышал какой-то шум и выглянул в окно — внизу я увидел мужчину, который бродил по двору. Должно быть, он почувствовал, что за ним наблюдают, и он посмотрел прямо на меня. Он до смерти напугал меня, поэтому я отошёл от окна. Однако он не только не перестал на меня смотреть, но и сделал несколько шагов к дому и сказал: «„Да, я всё ещё наблюдаю за тобой“. Тогда он подошёл к подъезду, а я побежал к входной двери и услышал, как он поднимается по лестнице. Мой брат, который старше меня на 10 лет, схватил бейсбольную биту и вышел на лестницу, но мужчины уже не было».
Образ Фредди Крюгера претерпел значительные перемены за те годы, которые он существует. Первоначально продюсеры хотели, чтобы Крюгер был обычным молчаливым маньяком-громилой, наподобие Джейсона Вурхиза и Майкла Майерса. Однако создатель образа, Уэс Крэйвен, предложил развить персонаж, в нескольких сценах позволив ему высказать пугающие по своей жестокости фразы. Тем не менее, в герое оставалась загадочность, так как зрители немного знали о прошлом героя, кто он и откуда. А в сценах с ним использовался слабый свет, не дающий возможности разглядеть пристально лицо Крюгера. Уже в третьей части, «Воины сновидений», можно заметить перемены — в сравнении с первыми двумя сериями у Крюгера появилось куда больше слов, и сцены с ним довольно ярко освещены. Этой политики в развитии персонажа продюсеры придерживались до создания четвёртой части «Повелитель снов», где Крюгер показан как довольно вальяжный персонаж, часто отпускающий жестокие шутки — эти перемены в образе разделили поклонников на два лагеря: любителей мрачного Фредди и Фредди-шутника. В этом плане обозреватели оценили возвращение образа маньяка к истокам в ремейке 2010 года.
Фильм «Новый кошмар Уэса Крэйвена» предлагает новую трактовку образа Крюгера. По словам сценариста и режиссёра Уэса Крэйвена, сыгравшего в фильме самого себя, древняя сущность — чистое Зло — приняла облик Фредди. И когда прекратились съёмки новых фильмов серии, это Зло пытается выбраться в реальность и преследует своего давнего врага — Нэнси Томпсон, которую сыграла актриса Хезер Лангенкэмп. Единственный способ остановить Фредди — снять новый фильм. В седьмом фильме Крюгер стал символом чего-то более мощного и древнего, у героя появилась атлетическая фигура и объёмные мышцы. В отличие от шести предыдущих картин, Крюгер изображён более близким к оригинальной задумке Крэйвена — у него отсутствует комедийная сторона, герой изображён более опасным и пугающим.
В работе над первыми фильмами серии Роберт Инглунд вдохновлялся актёрской игрой Клауса Кински в «Носферату — призрак ночи», а также монструозными персонажами Лона Чейни.

### Силы и слабости
Мистические способности манипулировать и убивать людей во сне Крюгеру дали древние Демоны сна. Новую силу маньяку-призраку придаёт страх и души его жертв. Крюгеру понадобилось время, чтобы стать достаточно сильным и настичь своих первых жертв. Нэнси и её друзья смутно помнили о Крюгере — через детскую считалочку — а позже они узнали о нём от Мардж Томпсон, рассказавшей своей дочери о трагических событиях многолетней давности. Дух убийцы становится достаточно силён, чтобы отомстить подросткам за грехи их отцов — устроенный самосуд. Со временем силы Фредди во сне становятся безграничны, он может принимать любой облик и форму, создавать образы и окружение, чтобы обмануть спящего. Также Фредди может манипулировать сознанием беременной Элис, которая буквально «спит наяву» из-за того, что большую часть времени в утробе матери малыш проводит в состоянии сна, поэтому Фредди может затаскивать Элис в кошмар прямо из сновидений её будущего сына Джейкоба. В мире снов Фредди может принимать любое обличье — как других людей (Дональда Томпсона и медсестры Марси в «Воинах сна», школьного врача в «Повелителе снов», Памелы Вурхиз из «Фредди против Джейсона» и др.), так и других вымышленных персонажей и существ. Кроме того, фильмы «Воины сна» и «Повелитель снов» показывают, что поглощённые души убитых детей томятся внутри Фредди в, так называемом, «Хранилище душ» (англ. Chest Of Souls). Авторы используют игру слов: по-английски «chest» означает «грудь» (как часть тела) и «сундук», «хранилище».
Любой предмет как и самого Фредди — можно вытащить из сна в момент пробуждения. Сам Фредди тоже может вырваться в реальность из снов человека — для этого он завладевает разумом и телом подростка Джесси Уолша. Победить призрака Нэнси Томпсон помог рассказ её друга Глена о малайзийской технике контроля сновидений, когда спящий может отобрать энергию монстра, преследующего его в кошмаре.

Инглунд в роли Фредди в «Новом кошмаре Уэса Крэйвена» (1994 год)

Убив всех детей, чьи родители были причастны к его смерти, Крюгер не может добраться до остальных — Кристин оказалась последней девочкой с улицы Вязов; поэтому Фредди вынуждает девушку позвать на помощь Элис Джонсон, открыв для себя лазейку в сны других подростков. Поглотив души всех детей и подростков Спринвуда и достигнув пика своего могущества, Крюгер не может покинуть пределы города. Для этого ему пришлось вернуть в Спринвуд свою родную дочь Кэтрин, которая связала его с внешним миром: Крюгер заманивает в опустевший город подопечного девушки — последнего подростка Спрингвуда, неизвестного юношу, потерявшего память.
Оказавшись в аду, Крюгер теряет свои силы, так как жители Спринвуда забыли о нём. Чтобы напомнить о себе и посеять панику среди местных жителей, он направляет Джейсона в родной город. План срабатывает — когда в городе вновь начинаются таинственные серийные убийства, местные решают, что вернулся Крюгер — страх и воспоминания людей дают силы маньяку.

### Одежда
Внешний вид персонажа на протяжении всех фильмов оставался неизменным, хотя во время работы над каждой частью грим и гардероб так или иначе обновлялись. Крюгер носит полосатый красно-зелёный свитер (с тёмно-красными рукавами в первой части и красно-зелёными, начиная со второй), коричневую фетровую шляпу с широкими полями, свободные тёмные штаны (которые в оригинальной картине были коричневатого цвета), а также ботинки, которые обычно носят представители рабочего класса. На подготовительном этапе в 1983 году рассматривался вариант, когда Фредди носит старомодную кепку. Крэйвен одел персонажа в красно-зелёный свитер, потому что прочитал в одном из выпусков журнала «Scientific America» 1982 года, что сочетание этих цветов воспринимается человеческим глазом хуже всего. С развитием сериала и персонажа авторы хотели показать, что персонаж обладает острым чувством «чёрного юмора», и чтобы подчеркнуть это, периодически одевали его в разнообразные костюмы — официанта на званом ужине или супергероя с плащом во сне юноши, поклонника комиксов. Кроме того, Крюгер часто менял свою форму, превращаясь то в марионетку, то в мастера кукол, гигантского змееподобного червя, персонажа видеоигры или даже в других людей (например, медсестра в психиатрической клинике, отец Нэнси, и т. д.).
Для фильма «Новый кошмар» были добавлены некоторые элементы в гардероб персонажа, который Крэйвен хотел использовать ещё при работе над первым фильмом. Шляпа персонажа стала тёмно-зелёной, более сочетающейся с его свитером, цвет которого также изменился, став немного светлее. Крюгер стал носить обтягивающие кожаные штаны, чёрные бутсы с высокой стойкой, вместо свитера Крюгер носит полосатую водолазку, а также на персонажа надели тёмно-синий французский плащ.

### Внешность и грим
Кожа Крюгера практически на всём теле сожжена — её поверхность в шрамах и рубцах, соответственно ни на голове, ни на теле нет волос. Примечательно, что в одной из сцен первого фильма, когда Крюгер разрезает свою грудь, видно, что туловище его практически не пострадало от ожогов. Также у персонажа больные зубы — на протяжении первых трёх картин у Крюгера коричневые гнилые зубы, а в четвёртой картине практически отсутствуют. В «Фредди против Джейсона» Фредди изображён с острыми зубами, больше похожими на толстые клыки, что придало персонажу более монструозный, а не человеческий вид. Кроме того, в финальных сценах фильма изменена форма ушей и подбородка — они стали более заострёнными. У него тёмная кровь, маслянистой консистенции, а в мире снов она имеет зелёный цвет. В первом фильме персонаж практически всё время находится в тени, что позволяет казаться ему выше, чем он есть на самом деле.
На съёмках серии фильмов был использован сложный многослойный грим. В 2018 году вышел документальный фильм Майка Керца «Кошмары в гримёрном кресле» (англ. Nightmares in the Makeup Chair) с Робертом Инглундом в главной роли и в качестве продюсера. В нём показан каждый нюанс сложного и длительного процесса нанесения грима Фредди Крюгера на актёра; попутно Инглунд делится воспоминаниями со съёмок «Кошмаров на улице Вязов». Трейлер на YouTube набрал более 100 тысяч просмотров за первые два дня.
Для первой части грим разработал Дэвид Миллер — однажды, размышляя над поставленной перед ним задачей, Миллер ужинал пиццей с пеперони и сыром. Он начал передвигать кусочки еды по тарелке, собирая человеческое лицо, и, в конечном итоге, образ маньяка пришёл к нему сам собой — он вернулся домой и сделал несколько зарисовок на бумаге. Также Миллер изучал ожоги на телах жертв в Медицинском центре Калифорнийского университета Лос-Анжделеса. Во время работы над первой частью Инглунд проводил около 3,5 часов в гримёрном кресле: «Было страшно неудобно — очень жарко, всё чесалось». Также только в первом фильме у Фредди зелёные глаза — в остальных они кроваво-красные — так как Роберт Инглунд не носил специальных линз для роли. Также задача Миллера была немного состарить Инглунда, который был моложе своего персонажа.
Миллер не смог вернуться к работе над первым продолжением, и его заменил Кевин Ягер — он внёс изменения в грим, больше отображая демоническую сущность Фредди: «Я хотел сделать грим менее объёмным и максимально тонким, чтобы его части двигались естественно с мимикой Роберта. А ещё костная структура головы видна лучше. Но главное — раньше грим состоял из множества кусочков внутреннего слоя, на которые клеилась внешняя часть. Проблема была в том, что нижние кусочки часто были видны под внешними. Теперь весь грим состоит из девяти фрагментов, которые крепятся непосредственно к лицу Роберта». Процесс оставался таким же продолжительным — порядка 4 часов на нанесение грима. Ягер продолжил работу над гримом персонажа в третьем и четвёртом фильмах — значительных изменений он не претерпел; именно образ в видении Ягера чаще используют при производстве игрушек и различной продукции с изображением персонажа.
Начиная с картины «Дитя сна» и до «Нового кошмара» над гримом персонажа вновь работал Дэвид Миллер — он придумал новый облик Фредди, визуально состарив его, дряблая кожа виднеется на шее, а шрамы от ожогов стали крупнее, как в первом фильме. По словам Миллера, ему не нравился грим персонажа во втором, третьем и четвёртом фильмах — «он был нелепым, совсем нестрашным»; однако Миллер признавал, что персонаж получил славу именно в этом облике, и что у него было не так много «пространства для манёвров», поэтому он создал нечто среднее между первым фильмом и тем, как выглядел Крюгер к четвёртой части. На нанесение грима на Инглунда уходило 4 часа и ещё 2 часа требовалось для того, чтобы его снять. В «Новом кошмаре» на лице Крюгера стало ещё меньше ожогов, обнажены сплетения мускулов; Фредди выглядит крупнее и сильнее, чем «вымышленный» Крюгер из первых шести фильмов.
Облик Фредди в ремейке 2010 года создавал Барт Джей Миксон — перед ним стояла задача создать максимально реалистичный внешний вид жертвы пожара с использованием классического грима и компьютерных эффектов.

### Перчатка
На правой руке Фредди носит самодельную перчатку с лезвиями, прикреплёнными вдоль четырёх пальцев. По словам Уэса Крэйвена, одним из главных источников вдохновения при создании перчатки стал его кот — однажды режиссёр увидел, как он своими когтями прорезал обивку дивана. Роберт Инглунд так отозвался о своей работе над пластикой персонажа и использованием перчатки: «Я прекрасно понимал, что перчатка — это символическое преувеличение злобной сущности Крюгера, но я также хотел добавить этому образу эротической составляющей». Инглунд также отметил, что многие спрашивают его про фирменную позу маньяка с опущенным правым плечом — дело в том, что перчатка оказалась достаточно тяжёлой, и немного перевешивала актёра; сам Инглунд доволен таким результатом, так как Крюгер выглядит как «ковбой, достающий из кобуры револьвер».

Концепт-арт перчатки со съёмок первого фильма

В одном из интервью Крэйвен сказал: «Одной из главных целей было создать запоминающегося персонажа — у каждого успешного героя есть своё уникальное оружие — бензопила, мачете и т. д. Кроме того, я искал нечто, чего можно было бы бояться на первобытном уровне независимо от того, из какой страны будут зрители. Среди подобных страхов — сломать зубы, что я и использовал в своём первом фильме. Другой — когти животного, как у саблезубого тигра, сверкающего своими пугающими крюками. Я переместил их на человеческую руку. В первоначальном сценарии вместо ножей на руке были рыболовные крюки».
Когда Джим Дойл, автор легендарной перчатки, спросил Крэйвена, каким он хочет видеть это оружие, то получил ответ: «Как будто это слишком длинные ногти… Я хочу, чтобы перчатка выглядела так, будто её сделал обычный сварщик». Дойл говорит: «Затем мы начали поиск ножей. И мы нашли эти пугающие ножи для мяса — нам показалось, что они смотрелись очень классно. А ещё мы подумали, что будет круче, если мы закрепим их лезвиями кверху». Дойл также добавил, что были сделаны три экземпляра перчатки, две из которых использовались в большинстве сцен, так как они были бутафорскими. Долгое время считалось, что перчатка, использовавшаяся в первом фильме, была украдена со съёмочной площадки сиквела, но в одном из интервью Роберт Инглунд признался, что втайне забрал её — в своё время Уэс Крэйвен предоставил её съёмочной группе продолжения, хотя к тому моменту уже были созданы дубликаты. Оригинальную перчатку Инглунд носил на различных мероприятиях в рамках продвижения франшизы, но в конечном итоге она оказалась у агента актёра, и пропала окончательно. В фильме «Месть Фредди» в сцене у бассейна Крюгер показан без перчатки, а лезвия торчат прямо из его пальцев. В «Фредди мёртв» в сцене флешбека в подвале можно увидеть ещё две перчатки, созданные Крюгером — одна с более короткими лезвиями, другая — с крючками на самых кончиках пальцев.
В «Новом кошмаре» Лу Карлуччи модифицировал перчатку, добавляя ей новизны. «Я участвовал в создании оригинальной перчатки — я знаю, какой её хотели видеть: сделанной самостоятельно в домашней мастерской. Так как для Фредди предполагалась новая внешность, то Уэс и все, кто был с этим связан, решили, что и перчатка должна отличаться. На ней появились мышцы и кости, лезвие тоньше и подвижней. Перчатка выглядит чище и естественней — будто это продолжение руки, нежели перчатка». Кроме того, на новой перчатке появилось пять лезвий.

### Считалочка
«Раз, два, Фредди заберёт тебя…» (англ. One, Two Freddy’s Coming For You…) — стишок, написанный специально для первого фильма Уэсом Крейвеном на мотив «One, Two, Buckle My Shoe». Мелодию придумал бойфренд актрисы Хезер Лэнгэнкапм, а оформил трек композитор фильма Чарльз Бернштайн. Ни в одном из фильмов история этого стишка не упоминается, но сам Уэс Крейвен прокомментировал этот вопрос так: «Ну, вероятней всего, ребята постарше, бывшие свидетелями тех страшных событий, придумали эту песенку, чтобы пугать младших ребятишек, среди которых была Нэнси с друзьями». На протяжении всего сериала большинство персонажей-подростков видит в своих снах группу маленьких детей, беззаботно играющих и напевающих считалочку, которая является своего рода знамением, указывающим на скорое появление Крюгера. В фильме «Кошмар на улице Вязов 3: Воины сна» Нэнси Томпсон отвечает на вопрос доктора Нила Гордона, о чём эта песенка: «Дети поют её, чтобы… отпугнуть чудовище». В картине «Кошмар на улице Вязов 5: Дитя сна» была изменена последняя строчка, чтобы усилить эффект от мысли, что дух Крюгера не найдёт покоя и его невозможно убить: «Nine, Ten, He’s Back Again!». Канал ТВ-6 перевёл как «Девять, десять — он опять вернулся, дети…».

| Текст считалки: One, Two, Freddy’s coming for you, Three, Four, better lock your door, Five, Six, grab your crucifix, Seven, Eight, gonna stay up late, Nine, Ten, never sleep again… | Дословный перевод: Раз, два, Фредди идёт за тобой! Три, четыре, лучше дверь свою закрой! Пять, шесть, хватай свой крест! Семь, восемь, не заснёшь допоздна! Девять, десять, больше не спи никогда. | Литературный перевод: Раз, два, Фредди в гости жди! Три, четыре, двери затвори! Пять, шесть, крепче стисни крест! Семь, восемь, мы не спать тебя попросим! Девять, десять, больше не надейся. |

В апреле 2020 года актёрский состав фильмов — он включает Хезер Лэндженкэмп, Лизу Уилкокс, Марка Паттона, Андраса Джонса, Кена Сэйгоуса, Брук Тисс, Той Ньюйкирк, Айру Хэйдена и Брук Банди — записали социальный ролик о важности того, чтобы оставаться дома в период пандемии коронавируса: актёры спели песенку на мотив считалочки о Фредди Крюгере.

### Исполнители роли
В 1984 году на киноэкраны вышел первый фильм «Кошмар на улице Вязов», в котором роль Фредди Крюгера исполнил актёр Роберт Инглунд — образ маньяк принёс актёру мировую известность и сделала иконой жанра ужасов. Одним из претендентов на роль маньяка был актёр Дэвид Уорнер — мастер по гриму Дэвид Миллер даже создал несколько концептов грима, основываясь на внешности Уорнера, но тот выбыл из проекта. С 1985 по 1988 годы Инглунд сыграл в трёх продолжениях картины — «Кошмар на улице Вязов 2: Месть Фредди», «Кошмар на улице Вязов 3: Воины сна» и «Кошмар на улице Вязов 4: Повелитель сна». Когда началась работа над «Местью Фредди» глава студии Роберт Шэй хотел сэкономить бюджет фильма на возросшем гонораре Инглунда, поэтому «New Line Cinema» сняли несколько сцен с актёром дублером — в финальную версию попала сцена в школьной душевой, где Крюгер движется сквозь пары. Руководству компании так не понравилась походка статиста, что они быстро приняли решение о возвращении Инглунда в проект. 9 октября 1988 года на телеэкраны США вышел сериал-антология под названием «Кошмары Фредди», где Инглунд играл свою знаменитую роль на протяжении двух сезонов вплоть до окончания шоу 12 марта 1990 года — за это время в эфир вышло 44 эпизода.
В 1989 году выходит пятый фильм «Кошмар на улице Вязов 5: Дитя сна», где, кроме Роберта Инглунда, в одном из эпизодов Супер-Фредди сыграл актёр и бодибилдер Майкл Бэйли Смит. В картине 1991 года — «Фредди мёртв. Последний кошмар» — Крюгера сыграли ещё два молодых актёра, Чейсон Ширмер (Крюгер в детстве) и Тоуб Секстон (Крюгер-подросток). В картине «Новый кошмар Уэса Крэйвена» Инглунд сыграл Фредди, а также появился без грима — в титрах картины указано, что и Инглунд, и Фредди Крюгер сыграли самих себя. Последнее кинопоявление Инглунда в роли Крюгера состоялось в фильме «Фредди против Джейсона».
Кроме того, в рамках промокампаний картин о Крюгере актёр снялся в нескольких музыкальных клипах — «Are You Ready For Freddy?» и «Dream Warriors» — и ряде рекламных роликов. Также в 1988 году был выпущен промоальбом «Freddy’s Greatest Hits» в исполнении музыкального коллектива The Elm Street Group — для альбома было записано девять известных композиций в новой аранжировке. Треки содержали вокал и монологи Роберта Инглунда в роли Фредди Крюгера — голос был записан специально для данного альбома.
В 1988 и 1990 годах актёр номинировался на премию «Сатурн» в категории «Лучший актёр второго плана» за исполнение роли Крюгера в фильмах «Кошмар на улице Вязов 3: Воины сна» и «Кошмар на улице Вязов 4: Повелитель сна» соответственно. Также в 2004 году Инглунд занял второе место в списке лучших актёров по мнению журнала «Fangoria» — за роль Крюгера в фильме «Фредди против Джейсона».
После выхода ремейка фильма «Пятница, 13» в 2009 году студия Platinum Dunes начала съёмки новой версии «Кошмара на улице Вязов». Многие информационные ресурсы утверждали, что роль Крюгера исполнит Билли Боб Торнтон — позже продюсеры подтвердили, что это лишь слухи. В итоге роль досталась актёру Джеки Эрлу Хейли, известному по ролям в фильмах «Хранители» и «Как малые дети». В последней картине он также сыграл растлителя малолетних.

### Создатели о персонаже
Исполнитель роли Роберт Инглунд считает, что «герой стал символом потерянной невинности, когда подростки взрослеют, теряя свою чистоту». Также Инглунд высказался о роли злодея во втором фильме: «Это удивительно, что Фредди представляет мужчину-гея, пытающегося пробиться [в переносном смысле и буквально] в жизни».
Хезер Лэндженкэмп считает, что Крюгер стал собирательным образом проблем, с которыми сталкиваются молодые люди: «Уэс [Крэйвен] хотел показать двойную жизнь подростков. Они кажутся уверенными в себе, но в душе они до смерти напуганы: у каждого из них в жизни есть свой Фредди».

## Реакция аудитории

### Критика и признание
Со временем персонаж Фредди Крюгера получил признание критиков и не раз включён в списки лучших злодеев за всю историю кино.
«…Персонаж уже и сам по себе, неумолимо и стремительно превращался в важный элемент цайтгайста 1980-х. Совсем скоро про Крюгера будут шутить все кому не лень, от Джонни Карсона и Билла Косби до Тома Хэнкса и Робина Уильямса. Помешательство достигнет апогея в 1988 году, когда на без малого две тысячи американских экранов вломится (разумеется, с первого места) четвертая серия „Кошмара“»
Журнал «Wizard» поместил Крюгера на 14-ю строчку своего списка лучших злодеев всех времён, британский канал «Sky2» поместил его на 8-е место, Американский институт киноискусства присвоил ему 40-е место в списке «Ста лучших героев и злодеев по версии AFI», а издание Entertainment Weekly поставило его на 7 место из списка самых подлых злодеев из кинофильмов. Также персонаж оказался на 5-м месте в списке «50 величайших злодеев и героев» журнала «Total Film». В 2010 году Фредди номинировался на Scream Awards как «Лучший злодей года». Журнал «Premiere» поместил Крюгера на 51 место в списке «100 величайших киногероев всех времён». Сайт Yahoo! Movies поместил Фредди на первое место в своём списке «13 злодеев-икон в жанре ужасов». Согласно опросу о самой страшной сцене в мировом кино, проведенному четвёртым каналом британского телевидения, появление Фредди Крюгера в первой части франшизы занимает 10 место. Крюгер занял 7 место в рейтинге самых страшных кинозлодеев в истории американского кино по версии ресурса Only-movies.com. Сайт «IGN» поставил Фредди Крюгера на 1 место в списке «25 лучших злодеев в ужастиках».
Саймон Браунд из журнала «Empire» написал: «Крюгера делает таким страшным тот факт, что он не обычный киноманьяк, а повелитель царства ночных кошмаров!». «Фредди Крюгер в исполнении Роберта Инглунда полон энергии и юмора!» — отрывок из сборника рецензий «Киногид журнала TV Guide». Сайт Retrojunk назвал Крюгера «воплощением всего хорошего, что было в жанре ужасов 1980-х годов… Запоминающийся злодей, которого многие зрители боялись на протяжении нескольких десятилетий!.. Глубокий, безумный голос и нездоровый юмор… Просто классика». «Фредди Крюгер продолжает с успехом пугать людей всех возрастов последние 25 лет после своего первого появления на экранах». Джой Пьемонт характеризовал Крюгера как остроумного, хромого стендап-комика с убогим чувством моды, который носит свитер и шляпу каждый день. Однако его склонность нападать на подростков, по мнению критика, придаёт ему демонические черты. Фред Атэвелл, обозреватель газеты «The Guardian» назвал Крюгера страшнейшим монстром из фильмов-слэшеров.
Рецензент журнала «Мир фантастики» заявлял, что главной находкой фильма «Кошмар на улице Вязов» был сам Фредди. В отличие от иных серийных убийц из кинофильмов, которые носили маски, у Фредди было безобразное, но человеческое лицо. Он не был немым, а любил поговорить с жертвой, демонстрируя своё чувство юмора и получая удовольствие от расправы. Фредди характеризовался критиком как харизматичный и интересный маньяк, который проявлял изобретательность в убийствах «лишь из любви к искусству». Также было отмечено и исполнение Инглунда — актёру нравился созданный образ, поэтому ему удалось создать чем-то симпатичное чудовище. Крюгер был назван самым зловещим и харизматичным убийцей XX века.
Джеймс Берардинелли посчитал, что одним из самых узнаваемых современных злодеев в жанре хоррор является покрытый гротескными шрамами Фредди Крюгер. Критик писал, что образ персонажа популярен среди костюмов на Хэллоуин наравне с Джейсоном и Майклом Майерсом. Однако в отличие от своих «коллег» Фредди проявляет черты личности. Крюгер — садист, обладающий чувством юмора, его эмоции и мимика не роботизированы.
Кинокритик Михаил Моркин так описывает образ и роль Крюгера в картине: «Можно сказать, что „спрингвудский потрошитель“ — гротескное воплощение агрессии и жестокости самых обычных взрослых, по сути, впавших в детство. Для Крэйвена Крюгер и сам был мифологической инцестуальной фигурой, воплощением „всеобщего отца-ублюдка“ и потери невинности одновременно. Единственный способ его победить — это наконец-то вырасти самому и таким образом избавиться от его/их власти, поменять правила игры».
Станислав Ростоцкий из журнала «Сеанс» в своём обзоре, посвящённом повторному выходу картины в прокат в 2021 году, пишет: «В историю Голливуда 1984-й вошел, среди прочего, как год „великого задела“ на будущее. Был дан старт многим важнейшим франшизам десятилетия. […] Эти фильмы имели успех и долгие годы, а то и десятилетия напоминали о себе в виде ремейков и сиквелов. Но ни один из них — за исключением, пожалуй, „Терминатора“, — так и не стал (при всей несомненной культовости) чем-то большим, нежели явлением кинопроцесса. В то время как по отношению к появившемуся в том же году „Кошмару на улице Вязов“ Уэса Крейвена, и в первую очередь к его главному герою, Фредерику Чарльзу Крюгеру (известному в городке Спрингвуд, штат Огайо, просто как Фредди) можно с полным на то основанием употребить определение „социокультурный феномен“. […] Были рокеры. Были металлисты. Были панки. И все они как один любили Фредди Крюгера».

### Поклонники
Кинофраншизе и персонажу посвящён сайт «Nightmare On Elm Street Companion», запущенный в 2002 году, как гид по DVD-изданию серии «The Nightmare Series Encyclopedia DVD». Со временем портал превратился в архив медиафайлов и статей о сериале, эксклюзивные интервью давали создатели и актёры франшизы. Официальный фан-клуб «Freddy Fan Club» компания «New Line Cinema» запустила в 1988 году в рамках продвижения четвёртой части. В наши дни множество страниц в социальных сетях Facebook, Twitter, Instagram по всему миру (в том числе и ВКонтакте) посвящены Фредди Крюгеру, другим персонажам и фильмам франшизы — поклонники Фредди Крюгера называют себя «FredHeads» (англ. Фредоголовые), одно из крупнейших англоязычных сообществ готовит документальный фильм, посвящённый персонажу — средства собираются через фандрайзинговую платформу.
Грим и образ Крюгера — узнаваемый полосатый свитер и шляпа с перчаткой — стали популярны в качестве нарядов на Хэллоуин: в год выхода первого фильма он стал самым продаваемым костюмом. Многие поклонники создают собственные костюмы, в которых принимают участие в различных конвенциях.
Фредди Крюгер является персонажем нескольких независимых и фанатских проектов: наиболее известными — благодаря YouTube — и хорошо встреченными критиками и ценителями жанра стали фильмы: «Фредди против охотников за привидениями» (англ. Freddy vs. Ghostbusters); две части проекта-кроссовера «Кошмар закончится на Хэллоуин» (англ. The Nightmare Ends On Halloween), а также серия-приквел «Крюгер» (англ. Krueger), где роль маньяка сыграл актёр Роберто Ломбарди — на данный момент вышло шесть короткометражных фильмов, среди которых «История с улицы Вязов» (англ. A Tale From Elm Street)), «Ещё одна история с улицы Вязов» (англ. Another Tale From Elm Street), «Прогулка по улице Вязов» (англ. A Walk Through Elm Street) и др.

### Оценка психологов
«Сексопатология в форме садизма. Такая патология личности отнюдь не уникальна, да и редкой её назвать тоже нельзя. Сексуальные садисты были и среди педофилов (очевидно, что и герой Крэйвена имел латентную склонность к педофилии), и среди самых массовых маньяков XX века. Развитию болезни способствовали и сложные отношения с матерью, которая вряд ли могла нормально воспринимать ребёнка, зная тайну его рожденья, и глубокое презрение других детей, узнавших эту тайну. Ещё до своей демонизации Фредди Крюгер проявил все черты, характерные для психопатов указанного типа: вменяемость и осознанность совершаемого, холодный расчёт и изощрённая жестокость. И это позволяет поставить вымышленного героя по психическим особенностям в один ряд с личностями вроде Зодиака, Кемпера или Чикатило».
После первого появления Фредди Крюгера на экранах персонаж стал предметом для обсуждения среди психологов. Нападения Фредди на подростков и его поведение интерпретируются как болезненный период взросления главных персонажей. 
В статье «Кинозлодеи в отражении психиатрии и традиции» авторы Ольга Туркина и Сергей Фоменко пишут: «На заре своей карьеры американский король ужасов Стивен Кинг написал небольшую работу „Macabre Dance“ (в русском переводе „Пляска смерти“), где дал обзор развитию хоррора на Западе. В этой книге он едко отметил, что все фильмы режиссёра Веса Крейвена имеют одну общую для зрителей особенность: посмотрев один вряд ли захочется смотреть остальные. Это был тот редкий случай, когда маэстро страхов ошибся. В конце концов именно Крейвен создал персонаж, без которого немыслима американская киноиндустрия молодёжных ужасов». Основным источником ненависти к детям стал невероятный стресс, который испытал Крюгер в детстве, когда к нему крайне жестоко относились одноклассники, называвшие его «ублюдком от сотни маньяков». Однако, согласно науке о генетической наследственности, Крюгер не мог вобрать черты всех своих отцов в результате оплодотворения и соответственно унаследовал не психическое заболевание, а склонность к нему — следовательно, дальнейшее расстройство стало следствием отношения к Фредди-ребёнку.
Также некоторые критики и психологи считают, что в фильме «Кошмар на улице Вязов 2: Месть Фредди» Крюгер воплотил страх главного героя — Джесси Уолша в исполнении Марка Паттона — перед процессом каминг-аута и осознания себя гомосексуалом.
Психолог Мария Либерман также высказалась о персонаже: «Есть мнение, что Фредди — это символ темной, табуированной стороны сексуальности, эротического созревания. Ведь является он не маленьким детям и не взрослым, а созревающим юношам и девушкам-подросткам. Это такой возрастной период, когда секс уже манит, но ещё не вполне легален. Ещё не снято „заклятие запрета“ и ореол „опасности“ с этой темы для недавних детей, но уже есть фантазии и соблазны у них, „почти взрослых“». Также специалист интерпретировала сексуальную привлекательность персонажа для женской аудитории: "В этом, мне кажется, есть две стороны: первая — какая-то форма неуверенности в себе: «Если человек физически непривлекателен, то никто не будет со мной за него конкурировать, и я не испытаю боль поражения». И вторая сторона (гиперкомпенсация) неуверенности — высокомерие: «Уж для этого „пострадальца“ я точно достаточно хороша». Можно до него снизойти и почувствовать свою власть в этих отношениях".

### Реальные преступления
Известны несколько случаев, когда образ и действия вымышленного персонажа Фредди Крюгера «вдохновили» реальных людей на совершение жестоких преступлений. 4 апреля 2007 года британец Джейсон Мур был приговорён к тюремному заключению после того, как напал на своего друга с перчаткой с когтями, очень напоминающей ту, что носит Фредди. По признанию психиатров тридцатисемилетний Мур просто одержим Фредди и его кровавыми деяниями. Он пересматривал фильм множество раз и — непосредственно перед нападением. Детектив, расследующий это дело, заявил, что орудие Мура — «самое страшное орудие из тех, что он когда-либо видел».
Житель Лондона, 26-летний Дэниел Гонсалес, совершивший несколько убийств и покушений на убийства, брал пример с Фредди Крюгера. Он был болен шизофренией и заявлял, что цель его жизни состояла в убийстве как можно большего числа людей. Он был приговорен к шести пожизненным срокам заключения, направлен в психиатрический центр в городе Бродмур, где покончил жизнь самоубийством, вскрыв себе вены осколком компакт-диска.

## Пародии, отсылки и влияние
Персонаж и сюжет фильмов серии неоднократно подвергались пародии во многих популярных фильмах, шоу и мультсериалах.

### Кино
В фильме «Крик» Уэса Крэйвена сам режиссёр исполнил эпизодическую роль уборщика Фреда, одетого в ту же шляпу и свитер — он появляется на мгновенье перед сценой убийства директора школы. Пародия на Крюгера встречается и в фильме «Стан Хельсинг».
Перчатка Фредди появилась в хорроре «Зловещие мертвецы 2» 1987 года — она висит над дверью на стенке с инструментами. Это был ответный жест Сэма Рэйми Уэсу Крэйвену, который использовал фрагмент фильма «Зловещие мертвецы» в первом «Кошмаре на улице Вязов» — Нэнси Томпсон смотрит фильм, чтобы не уснуть, что, в свою очередь, также было отсылкой к творчеству Рэйми — постер фильма «У холмов есть глаза» 1977 года можно увидеть в «Зловещих мертвецах».
В 1993 году в США вышел фильм «Последняя пятница. Джейсон отправляется в ад», девятая часть другой знаменитой хоррор-франшизы — «Пятница, 13», которая должна была стать последней серией и началом проекта-долгостроя о кроссовере двух легендарных сериалов. В качестве моста между мифологиями была использована сцена в финале картины — когда демоны затягивают убитого в этой части агентами ФБР Джейсона Вурхиза под землю, после него остаётся лишь знаменитая хоккейная маска, которую неожиданно хватает Фредди своей перчаткой-лезвием, а затем раздаётся знакомый злодейский смех Крюгера. Тогда впервые студии серьёзно задумались о реализации проекта «Фредди против Джейсона», который вышел лишь в 2003 году из-за проблем с авторскими правами, принадлежавшими двум гигантам киноиндустрии — «Paramount Pictures» и «New Line Cinema».
Перчатку Крюгера в фильме «Невеста Чаки» можно заметить среди улик в полицейском участке, где хранятся останки куклы-убийцы Чаки; вдобавок там можно увидеть бензопилу Кожаного лица из фильма «Техасская резня бензопилой», а также маски Майкла Майерса из фильмов серии «Хэллоуин» и Джейсона Вурхиза.

### Телевидение
Роберт Инглунд сыграл комичную версию Фредди Крюгера в эпизоде «Mister Knifey-Hands» шестого сезона ситкома «Голдберги». Грег Никотеро создал для эпизода «Lockdown» 11-го сезона шоу «Ходячие мертвецы» грим зомби, вдохновлённого обликом Фредди Крюгера из первого фильма.

### Мультсериалы
В эпизоде сериала «Симпсоны» под названием «Treehouse of Horror VI» в одной из историй пародируется Фредди Крюгер — садовник Вилли преследует героев в их снах, в костюме, похожем внешне на Крюгера, но с граблями вместо перчатки с лезвиями. А в заставке к эпизоду «Treehouse of Horror IX» Фредди Крюгер и Джейсон Вурхиз ждут героев, сидя на диване. Крюгер произносит небольшую фразу — его озвучил приглашённый Роберт Инглунд. В эпизоде «Cape Feare» Нед Фландерс носит похожую перчатку, используя её для стрижки кустов. При этом в приступе паранойи Барту кажется, что Нед играет лезвиями, как это периодически в фильмах делает Крюгер. Также Фредди появляется в эпизоде «Million Dollar Abie» — он поёт песню «Springfield Blows» вместе с другими знаменитостями.
В эпизоде «Death Is a Bitch» мультсериала «Гриффины» на несколько секунд Крюгер появляется во сне одного из героев, но у него нет реплик.
В эпизоде мультсериала «Южный парк» под названием «Новчало», Фредди Крюгер появляется во сне психолога Маки в качестве «лучшего специалиста по сновидениям». 
В эпизоде «A Song For Margo» мультсериала «Критик» подружка Джея, Элис, уговаривает свою дочь Пенни пойти в «Детский сад улицы Вязов» (который, как позже выясняется, на самом деле называется «Детский сад кошмаров на улице Вязов»). Девочка говорит, что не хочет спать, так как директор детсада превратится во Фредди Крюгера или её проглотит гигантский червь. 
В девятнадцатом эпизоде «That Hurts Me» первого сезона сериала «Робоцып» пародируется шоу «Большой брат» с персонажами фильмов ужасов, среди которых появляется и Фредди Крюгер. 
Крюгер так же появился в мультсериале «Рик и Морти» в эпизоде «Пёс-газонокосильщик» под именем Страшный Тэрри.

### Компьютерные игры
Впервые персонаж Крюгера появился в двух компьютерных играх, разработанных компаниям «LJN» и «Monarch» в 1989 году. У версии для приставки Nintendo Entertainment System отсутствовал чёткий сюжет, и развитие событий в игре следовало концепции фильмов — игрок должен выполнить миссию, не заснув как можно дольше, а оказавшись в царстве сновидений, должен выжить при встрече с Крюгером. На одном из уровней Фредди-босс принимает змееподобный вид, напоминающий одно из его обличий в фильме «Кошмар на улице Вязов 3: Воины сна».
В 2005 году компания «FAKT Software» выпустила игру A Nightmare on Elm Street для мобильных телефонов, в которой главным злодеем также был Крюгер, — на протяжении игры он появляется в своём обычном виде — как человек со сгоревшей кожей, шляпой с широкими полями, в полосатом свитере и с перчаткой на руке.
Также Фредди стал персонажем компьютерной игры Terrordrome: Rise Of A Boogeyman — это игра в жанре файтинг 2011 года, созданная усилиями поклонников фильмов ужасов: все главные герои — отрицательные персонажи культовых фильмов ужасов, среди которых Джейсон Вурхиз, Майкл Майерс, Кожаное лицо, Эш Уильямс, Призрачное лицо и другие. Появление сюжета игры было заявлено на официальном сайте, но он до сих пор так и не был опубликован. В 2014 году Крюгер появляется как персонаж в игре Family Guy: The Quest for Stuff.
Образ Джеки Эрла Хейли в роли Фредди из ремейка 2010 года был использован в нескольких компьютерных играх во второй половине 2010-х.
22 июля 2011 года стало известно, что Крюгер будет добавлен в игру Mortal Kombat в качестве загружаемого DLC-персонажа. Вместе с тем была опубликована его биография для этой игры: «Злой дух Царства Снов, Фредди Крюгер охотится на души живых, пока те спят. Когда Шао Кан при вторжении начал красть души Земного Царства — которые Фредди считал своими личными — Фредди сразился с императором в Царстве Снов. Но воля Шао Кана была слишком сильна. Он вытащил Фредди в реальный мир, где тот стал смертным, и победил его. Сильно раненый, но по-прежнему непоколебимый Фредди надел на свои руки две демонически усовершенствованные перчатки с лезвиями. Как только он убьёт Шао Кана, Крюгер найдёт дорогу обратно в Царство Снов, где он будет мучить души Земного Царства вечно». В отличие от оригинала, в игре у Фредди перчатки на обеих руках, а не на одной.
26 октября 2017 года Крюгер из ремейка был добавлен в виде DLC в игру Dead by Daylight, где способностью персонажа является затягивание жертвы в сон для причинения ей вреда. Действие происходит во вселенной ремейка сразу после противостояния Нэнси Холбрук с Крюгером. Ещё один добавленный персонаж картины — Квентин Смит.

### Аттракционы
Персонаж также стал частью нескольких аттракционов. Впервые у Фредди Крюгера появился свой собственный дом страха на фестивале «Six Flags St Louis' Fright Fest», более известном как «Fright Nights» в 1988 году. Аттракцион назывался «Freddy’s Nightmare: The Haunted House On Elm Street» и был частью фестиваля ещё два года. Кроме того, вместе с Джейсоном Вурхизом и Кожаным лицом Фредди стал частью проекта «Halloween Horror Nights 17», а также «Halloween Horror Nights 25» (опять вместе с Вурхизом) в парках «Universal Orlando Resort» и «Universal Studios Hollywood». В 2016 году Фредди Крюгер появился вместе с Джейсоном в Голливудской версии проекта.

### Пародии на русском языке
В российских шоу Фредди Крюгер также неоднократно появлялся в качестве пародируемого персонажа. В 103-м выпуске «Ералаша» в ролике «Чужой (Наш ужастик)» фигурирует Фредди Крюгер в исполнении Владимира Носика. Пародийное воплощение Фредди встречается также в короткометражном фильме «Кешка и Фреди», где в этом образе является учитель английского языка. В сериале «Папины дочки», транслируемом по телеканалу СТС, в начале 49-й серии отец семьи становится Фредди Крюгером и тоже приходит во сне. В скетч-шоу «6 кадров» во время начальной заставки один из актёров шоу Фёдор Добронравов появляется в образе Крюгера. В пародийном шоу «Большая разница ТВ» в 51 выпуске была показана пародия на Фредди Крюгера и анонс фильма «Кошмар на улице ВАЗов». В передаче «Тушите свет» одним из гостей программы в гостинице «Россия» является Альфредди Крюгер.
Другие российские пародии вышли за пределы кинематографа. Так, автор под псевдонимом Джек Кент написал пародийную книгу «Фредди Крюгер и Железная Леди» о противостоянии маньяка и Терминатора.

### Подражания
Болливуд снял неофициальный ремейк «Кошмара на улице Вязов», который повторяет сцены первого и четвёртого фильма, а главный злодей скопирован с Фредди Крюгера — картина носит название «Махакаал» (англ. Mahakaal) и вышла в 1993 году — в ней также присутствуют традиционные для индийского кино танцевальные и песенные номера.

### В науке
В 2023 году в честь Фредди назван Firkantus freddykruegeri — ископаемый вид наездников из семейства ихневмонид. Название подчёркивает общие черты насекомого и вымышленного персонажа — длинные когти и аролиум.

## Комментарии
1. ↑  История Аманды Крюгеры рассказывается в фильмах «Кошмар на улице Вязов 3: Воины сна» и «Кошмар на улице Вязов 5: Дитя сна».
2. ↑  О существовании Кэтрин и детстве Фредди зрители узнают из фильма «Кошмар на улице Вязов 6: Фредди мёртв».
3. ↑  Элис и Марк находят старые газетные вырезки в фильме «Кошмар на улице Вязов 5: Дитя сна».
4. ↑  Об этом рассказывает Мардж Томпсон своей дочери Нэнси в первом фильме — история часто упоминается другими героями в продолжениях, а также пилотном эпизоде телесериала «Кошмары Фредди».
5. ↑  Происхождение мистических сил Крюгера впервые раскрывается в шестом фильме — «Фредди мёртв. Последний кошмар».